# Joe Biden
Joseph Robinette Biden ml. [bájdǝn], ameriški politik in nekdanji predsednik Združenih držav Amerike, * 20. november 1942, Scranton, Pensilvanija, ZDA. 
Biden se je rodil in odraščal v Scrantonu v Pensilvaniji in kasneje v okrožju New Castle v Delawaru. Študiral je na Univerzi v Delawaru in leta 1968 doktoriral na Univerzi v Syracusu. Leta 1970 je bil izvoljen v svet okrožja New Castle, čez dve leti pa na mesto ameriškega senatorja iz Delawara in s tem postal postal šesti najmlajši ameriški senator doslej. Biden je bil dolgoletni član senatskega odbora za zunanje zadeve in sčasoma postal njegov predsednik. Med letoma 1987 in 1995 je tudi predsedoval senatskemu pravosodnemu odboru, ki se ukvarja s politiko drog, preprečevanjem kriminala in državljanskimi svoboščinami; vodil je prizadevanja za sprejetje zakona o nadzoru nasilnega kriminala in kazenskega pregona ter zakona o nasilju nad ženskami. V letih 1988 in 2008 je neuspešno kandidiral za demokratsko predsedniško nominacijo. Šestkrat je bil izvoljen v senat in bil četrti najstarejši senator. 
Leta 2008 je ob zmagi Baracka Obame na predsedniških volitvah postal podpredsednik Združenih držav Amerike, na položaju je ostal do leta 2017. Leta 2020 se je potegoval za demokratsko predsedniško nominacijo in jo osvojil. Za podpredsedniško kandidatko je izbral Kamalo Harris, tedanjo ameriško senatorko iz Kalifornije. Na predsedniških volitvah je izzval republikanskega kandidata in takratnega predsednika Donalda Trumpa in ga na volitvah, 3. novembra 2020, porazil s 306 glasovi elektorjev. Kot predsednik Združenih držav Amerike je prisegel 20. januarja 2021 na Kapitolu. 
Leta 2024 je vnovič kandidiral za predsednika ZDA. Po vrsti pozivov k izstopu iz kampanje za demokratsko nominacijo je 21. julija 2024 umaknil kandidaturo in podprl Kamalo Harris.

## Mladost
Joseph Robinette Biden Jr. se je rodil 20. novembra 1942 v bolnišnici St. Mary v Scrantonu v Pensilvaniji, materi Catherine Eugenia »Jean« Biden (rojena Finnegan) in očetu Josephu Robinette Bidenu starejšemu. Je najstarejši otrok v katoliški družini; ima še sestro Valerie in brata Francisa ter Jamesa. Mati Jean je bila irskega rodu, medtem ko je imel oče Joseph angleško, francosko in irsko poreklo.
Bidenov oče je bil premožen, vendar je imel v času Joejevega rojstva finančne težave, zato je nekaj let družina živela s starimi starši Bidenove matere. Scranton je v petdesetih letih padel v gospodarski zaton in Bidenov oče ni mogel najti stalnega dela. Od leta 1953 je družina živela v stanovanju v Claymontu v Delawaru, nato pa se je preselila v hišo v Wilmingtonu. Oče Biden je kasneje postal uspešen prodajalec rabljenih avtomobilov, pri čemer je družino ohranjal v življenjskem slogu srednjega razreda.
Na Akademiji Archmere v Claymontu je Joe Biden igral bejzbol in bil izjemno uspešen. Čeprav je bil slab učenec, je bil v večkrat tudi predsednik razreda. Maturiral je leta 1961 in na Univerzi v Delawaru v Newarku leta 1965 diplomiral iz umetnosti z dvojno smerjo iz zgodovine in politologije. Biden je v mladosti jecljav, kar se je izboljšalo od zgodnjih dvajsetih let. Pravi, da je problem zmanjšal z recitiranjem poezije pred ogledalom. Nekateri opazovalci so menili, da je to negativno vplivalo na njegov nastop na predsedniških razpravah Demokratske stranke 2020.

## Zgodnja kariera in družinski pretres
27. avgusta 1966 se je Biden poročil z Neilio Hunter (1942–1972), študentko Univerze Syracuse; poročna slovesnost je potekala v katoliški cerkvi v Skaneatelesu v New Yorku. Rodili so se jima trije otroci: Joseph R. »Beau« Biden III. (1969–2015), Robert Hunter Biden (rojen 1970) in Naomi Christina »Amy« Biden (1971–1972).
Leta 1968 je Biden doktoriral iz pravnih znanosti Syracuse University. Med študijem na Univerzi v Delawaru in na univerzi v Syracuse je Biden pridobil pet študentskih odložitev udeležbe v vietnamski vojni. Leta 1968 je na podlagi fizičnega pregleda dobil pogojni zdravstveni odlog; leta 2008 je njegov tiskovni predstavnik dejal, da je bil razlog za odlog njegova astma v najstniških letih.
Leta 1968 je Biden služboval v odvetniški pisarni v Wilmingtonu, ki jo je vodil ugledni lokalni republikanec William Prickett. Ni maral konzervativne rasne politike tedanjega guvernerja demokratične države Delaware Charlesa L. Terryja. Podpiral je bolj liberalnega republikanca Russella W. Petersona, ki je Terryja premagal leta 1968.
Leta 1969 je Biden opravljal odvetniško delo; najprej kot javni zagovornik, nato pa v podjetju, ki ga je vodil lokalno aktivni demokrat in ga vpeljal v Demokratični forum, skupino, ki je poskušala reformirati in oživiti Demokratsko stranko na državni ravni; Biden se je nato ponovno registriral kot demokrat. Ustanovil je tudi odvetniško pisarno. Ker se mu korporacijsko in kazensko pravo ni dovolj izplačalo, je dejavnost dopolnil tudi z upravljanjem nepremičnin.

### Smrt žene in hčere
18. decembra 1972, nekaj tednov senatorskih volitvah, na katerih je Biden postal senator, sta Bidenova žena Neilia in enoletna hči Naomi umrli v avtomobilski nesreči med božičnim nakupovanjem v Hockessinu v Delawaru. Neiliin kombi je v izvozu iz križišča zadel polpriklopnik. Njuna sinova Beau, ki je bil tedaj star 3 leta, in Hunter, ki je štel 2 leti, sta nesrečo preživela in bila prepeljana v bolnišnico, Beau je imel z zlomljeno nogo in nekaj ran, Hunter pa manjši zlom lobanje in nekaj drugih poškodb glave. Biden je razmišljal, da bi odstopil in poskrbel za otroka, a ga je vodja večine v senatu Mike Mansfield prepričal, naj tega ne stori.
Leta kasneje je Biden dejal, da je slišal, da naj bi voznik tovornjaka alkoholiziran. Voznikova družina je to trditev zanikala, policija pa je ni nikoli potrdila. Biden se je kasneje družini opravičil. Nesreča ga je navdala z jezo in dvomom v vero. Zapisal je, da se mu je »zdel bog grozljiv trik«, in imel je težave s osredotočanjem na delo.

### Druga poroka
Biden svoji drugi ženi, učiteljici Jill Tracy Jacobs, pripisuje njegovo ponovno zanimanje za politiko in tudi življenje. Srečala sta se leta 1975 na slepo in se poročila v kapeli Združenih narodov v New Yorku 17. junija 1977. Poročno potovanje sta preživela na Blatnem jezeru v Madžarski ljudski republiki, za železno zaveso. Sta rimokatolika in se udeležujeta maš pri St. Joseph's na Brandywine v Greenvilleu, Delaware. Njuna hči Ashley (rojena leta 1981) je socialna delavka. Poročena je z zdravnikom Howardom Kerinom. Beau Biden je postal vojaški sodnik v Iraku in kasneje državni tožilec v Delawaru; umrl je leta 2015 zaradi raka na možganih. Hunter Biden je vašingtonski lobist in investicijski svetovalec.
Od leta 1991 do 2008 je Biden predaval na seminarju o ustavnem pravu na Pravni fakulteti Univerze Widener. Seminar je pogosto imel čakalni seznam. Biden je včasih na predavanja priletel iz tujine.

## Politično delovanje

### Senator
Na volitvah leta 1972 je bil Biden s tridesetimi leti na listi Demokratske stranke izvoljen za senatorja iz zvezne države Delaware in velja za šestega najmlajšega ameriškega senatorja ob prevzetju funkcije. Angažiran je bil predvsem na področju zunanje politike; bil je član zunanjepolitičnega odbora in mu nekaj let tudi predsedoval. Zavzemal se je za širitev Severnoatlantskega zavezništva (NATO) na področje nekdanjih sovjetskih republik, širitve stabilnosti na Balkanskem polotoku, odkrito nasprotoval zalivski vojni, genocidu v Darfurju in nekaterim posegom v Iraku v času mandata predsednika Georga W. Busha.

### Podpredsednik ZDA
S svojimi nastopi je pridobil veliko prepoznavnosti. Leta 1988 je neuspešno poskušal pridobiti demokratsko nominacijo za predsednika Združenih držav Amerike. Ponovno je poskušal leta 2008; kandidaturo je najavil 3. januarja, a nominacije ni osvojil, saj ni prejel nobenega delegatskega glasu. Kot kandidat stranke je bil izbran Barack H. Obama, ta pa je Bidna izbral za svojega podpredsedniškega kandidata. Na volitvah 4. novembra 2008 sta premagala republikanskega kandidata Johna McCaina in njegovo podpredsedniško kandidatko Sarah Palin. Funkcijo podpredsednika je Biden uradno prevzel 20. januarja 2009 z zaprisego na Kapitolu.
V osmih letih na funkciji podpredsednika se je Biden opiral na svoje izkušnje v senatu in pogosto zastopal upravo v pogajanjih s kongresnimi republikanci, med drugim o zakonu o nadzoru proračuna iz leta 2011, ki je rešil krizo zgornje meje dolga in ameriškem zakonu o olajšavah davkoplačevalcev iz leta 2012. Prav tako je leta 2009 nadzoroval porabo sredstev za preprečevanje velike recesije. V zunanji politiki je bil Biden tesni svetovalec predsednika in je prevzel vodilno vlogo pri oblikovanju umika ameriških vojakov iz Iraka leta 2011. Obama je Bidna leta 2017 odlikoval s predsedniško medaljo svobode, s čimer je postal prvi ameriški predsednik, ki jo je prejel pred prevzemom predsedniške funkcije.
Tekom svoje funkcije se je podpredsednik Biden leta 2015 udeležil tudi zasedanja procesa Brdo-Brioni, ki je v organizaciji slovenskega predsednika Boruta Pahorja in hrvaške predsednice Kolinde Grabar-Kitarovič potekal v Zagrebu na Hrvaškem.

### Predsednik ZDA
25. aprila 2019 je naznanil, da se bo potegoval za nominacijo Demokratske stranke za Predsednika Združenih držav Amerike. V bitki za demokratsko nominacijo sta na koncu ostala le Biden in Bernie Sanders, ki je naposled 8. aprila 2020 odstopil od kandidature in podprl Bidna. 6. junija 2020 je Biden tudi uradno postal demokratski predsedniški kandidat. Že med kampanjo za nominacijo je napovedal, da bo za podpredsedniško kandidatko izbral žensko, 11. avgusta 2020 je izbral Kamalo Harris. Na splošnih volitvah premagala takratnega predsednika Donalda Trumpa in podpredsednika Mika Penca. 
Biden je najstarejši izvoljeni ameriški predsednik, prvi iz Delawara in drugi pa katolik. Med njegovimi prvimi predsedniškimi potezami je bilo predlaganje, lobiranje in podpis zakona o ameriškem zakonu o reševalnem načrtu iz leta 2021, da bi pospešili okrevanje Združenih držav Amerike po gospodarskih in zdravstvenih posledicah pandemije COVID-19 in s tem recesije. Bidenovi ukazi so se nanašali na pandemijo in spremenili več politik Trumpove administracije; ZDA so se ponovno pridružile Pariškemu sporazumu o podnebnih spremembah, ustavljena je bila gradnja Trumpovega zidu na meji z Mehiko in ukinjena Trumpova prepoved potovanja, pretežno muslimanskim državam in preklic dovoljenj za gradnjo cevovoda Keystone XL.

#### Umik iz Afganistana
Ameriške sile so se leta 2021, v skladu z določbami sporazuma med ZDA in Talibani februarja 2020, začele umikati iz Afganistana. Aprila 2021 je State Department pozval ameriške civiliste v Afganistanu, naj čim prej odidejo iz države. Talibani so začeli ofenzivo 1. maja. Julija so ameriške obveščevalne ocene ocenile, da bo Kabul padel v talibanske roke v nekaj mesecih ali tednih po umiku vseh ameriških sil iz Afganistana. Do začetka julija se je večina ameriških vojakov v Afganistanu umaknila. Biden se je julija obregnil na umik in dejal: »Verjetnost, da bodo talibani preplavili vse in bodo imeli v lasti celotno državo, je zelo malo verjetna.« 15. avgusta je afganistanska vlada padla pod ofenzivo talibanov in afganistanski predsednik Ašraf Gani je pobegnil iz države. Biden se je odzval tako, da je 6.000 ameriških vojakov poslal na pomoč pri evakuaciji ameriškega osebja in afganistanskih zaveznikov. Kritiziran je bil zaradi načina umika z očitki o slabem načrtovanju evakuacije Američanov in afganistanskih zaveznikov.
16. avgusta je Biden obravnaval »neurejeno« situacijo, prevzel odgovornost zanjo in priznal, da se je situacija »razvila hitreje, kot smo predvidevali«. Zagovarjal je svojo odločitev o umiku in dejal, da Američani ne bi smeli »Umirati v vojni, v kateri se afganistanske sile niso pripravljene boriti zase«, saj se je »Afganistanska vojska sesula [proti talibanom], včasih brez poskusa boja«. Biden je pomanjkanje zgodnje evakuacije afganistanskih civilistov delno pripisal nasprotovanju afganistanske vlade »množičnemu odhodu«, ki je po njihovem mnenju povzročilo »krizo zaupanja«. Na tisoče Američanov in drugih je bilo v naslednjih dneh evakuiranih, da bi ujeli rok, da se ameriška vojska iz Afganistana umakne do 31. avgusta 2021.

#### Načrti na področju podnebnih sprememb
Avgusta 2021 je Bidenova administracija napovedala dvostranski zakon o infrastrukturi in zakon o uskladitvi proračuna v višini 3,5 bilijona dolarjev.
Na zasedanju COP21 v Parizu leta 2021 je Joe Biden spodbujal dogovor, da bodo ZDA in Evropska unija do leta 2030 zmanjšale emisije metana za tretjino, in poskušal k temu dogovoru dodati še na desetine drugih držav. Napovedal je tudi, da bo do leta 2024 podvojil podnebna sredstva za države v razvoju.

### Predsedniške volitve 2024
Na volitvah predsednika ZDA 2024 je vnovič kandidiral za nominacijo pri Demokratski stranki. Boj za nov mandat je napovedal 25. aprila 2023 in poudaril, da morata s podpredsednico Harris »dokončati delo«. 12. marca 2024 si je zagotovil zadostno število delegatov in postal verjetni predsedniški kandidat stranke. Po prvi predsedniški debati z Donaldom Trumpom, ki je potekala 27. junija, pa so se začeli vrstiti množično pozivi k Bidnovemu odstopu. V mesecu juliju ga je tako več kot 30 zveznih predstavnikov iz vrst Demokratov pozvalo, naj umakne kandidaturo. V luči vse glasnejših pozivov je 21. julija 2024 res izstopil iz predsedniške tekme, istega dne je kandidaturo napovedala Kamala Harris, ki jo je Biden tudi podprl.